# Cristina Cini
Cristina Cini (* 11. Juli 1969) ist eine ehemalige italienische Fußballschiedsrichterassistentin.
Cini war Schiedsrichterassistentin bei der Weltmeisterschaft 2007 in China, beim olympischen Fußballturnier 2008 in China und bei der Weltmeisterschaft 2011 in Deutschland. Insgesamt leitete sie vier Spiele bei der WM 2007 (als Assistentin im Gespann von Gyöngyi Gaál, Dagmar Damková und Adriana Correa) sowie ein Spiel bei der WM 2011 (als Assistentin von Gyöngyi Gaál).
Cini vertrat die Region Florenz. 2003 wurde sie von der  Fondazione Marisa Belisario ausgezeichnet.